# Pogonocichla stellata
Pogonocichla stellata là một loài chim trong họ Muscicapidae.